# Massariaceae
Massariaceae es una familia de hongos en el orden Pleosporales. Los taxones poseen una distribución amplia, aunque prefieren las zonas templadas. Unas pocas especies son patógenos débiles.